# 시모테도번
시모테도번(일본어: 下手渡藩 시모테도한[*])은 일본 에도 시대에 생겨난 번 중 하나로, 미이케번의 다치바나씨가 무쓰국 다테군(지금의 후쿠시마현 다테시 쓰키다테정)의 시모테도로 좌천되어 설치되었다. 고쿠다카는 1만 석이며, 번청은 시모테도 진야(下手渡陣屋)이다.

## 번의 역사
미이케번의 6대 번주 다치바나 다네치카(立花種周)가 1805년 음력 11월, 막부의 기밀을 누설했다는 죄로 파면되고 강제 은거된 후, 그 뒤를 이은 7대 번주 다치바나 다네요시도 이듬해인 1806년, 무쓰국 시모테도로 좌천되었다. 이로써 시모테도번이 설치되었다.
이후 2대 번주인 다치바나 다네하루는 막부의 가이케이부교(会計奉行)가 되었고, 이어서 로주격으로 승진하였다. 1850년에는 시모테도 영지의 절반을 이전 미이케 번의 땅과 교환하였다. 1868년 보신 전쟁 때 신정부 측에 서서 오우에쓰 열번동맹의 센다이번과 싸웠는데, 이때 진야가 소실되었다. 같은해 음력 9월에 다시 미이케로 근거지를 옮기면서 시모테도 번은 폐지되었다. 현재 옛 시모테도 땅에 구 번사들에 의해 세워진 '회고의 비'가 있다.

## 역대 번주
1. 다치바나 다네요시(立花種善) 재위 1806년 ~ 1832년
2. 다치바나 다네하루(立花種温) 재위 1833년 ~ 1849년
3. 다치바나 다네유키(立花種恭) 재위 1849년 ~ 1868년